# 桦南县
桦南县在中国黑龙江省东部，是佳木斯市下辖的一个县，因处桦川县之南而得名。桦南县始建于1946年6月，面积4417.9平方公里，縣人民政府駐樺南鎮新興路1號。

## 行政区划
桦南县下辖的7个镇、5个乡等地区：
驼腰子镇、石头河子镇、桦南镇、土龙山镇、孟家岗镇、闫家镇、柳毛河镇、金沙乡、梨树乡、明义乡、大八浪乡、五道岗乡、桦南林业局、曙光农场和桦南种畜场。

## 历史沿革
在抗日战争时期，桦南县所在地区是东北抗日联军第八军和第十一军的诞生地，驼腰子金矿暴动和土龙山暴动打响了中国工农武装抗日第一枪。1946年6月10月桦川县南部的湖南营、孟家岗、石头河子等地区划出，设置桦南县；1956年3月6日撤销桦南县，并入桦川县；1964年6月5日恢复桦南县，以并入桦川县的原桦南县行政区域为桦南县的行政区域。2019年5月5日，黑龙江省政府批准桦南县退出贫困县序列。

## 人口民族
2020年末，根據第七次人口普查統計數據顯示：桦南县常住人口为286855人。全县总人口40.4万人，其中农业人口28.4万人、非农业人口12万。

## 自然资源
桦南县有耕地365万亩，主要农产品为大豆、玉米、水稻、白瓜、紫苏等，粮食总产量保持25亿斤以上，盛产野生药材资源五味子、刺五加、兴安杜鹃、苍术、升麻、黄芪等共有87科118属128种。；有林地15.8万公顷、草原3.3万亩、湿地1.1万公顷，森林覆盖率35.76%；已探明石灰石、煤炭、铁等矿产资源20多种，储量占佳木斯市总储量70%以上；年平均风速6.8米/秒，有效风时7500小时以上，可开发风电场总装机容量500万千瓦；有3个国家3A级景区、1个4A级，其中原森林公园的百年森林蒸汽小火车是世界上保存最完整的窄轨铁路之一。
桦南白瓜籽是桦南县的特产。由于桦南县山区、丘陵地居多，气候良好，秋季昼夜温差大，适宜南瓜生长，中国白瓜籽有三分之一出自桦南县，被命名为“中国白瓜籽之乡”。

## 自然地理
桦南县位于黑龙江省东部，佳木斯市南部，地处完达山西麓丘陵地带，属寒温带大陆性季风气候，全县地形呈椭圆形，由东向西倾斜，地势东北部高，中部丘陵漫岗，西南部山丘，平洼相同，构成了低山坡谷，丘陵漫岗，平原洼地三种地势。
县域气候四季分明，冬长夏短。春季气温回暖快，降水少，风力大，易发生干旱；夏季降水集中，雨热同季，局部有洪涝；秋季雨雪交加，降温快，伴有早霜；冬季寒冷漫长，大风多，降水少，气候干燥。年平均气温3.6℃，最冷月（1月）平均气温-17.9℃，最热月（7月）平均气温22.1℃，历年极端最高气温37.4℃（出现在1982年），历年极端最低气温-38.6℃（出现在1970年）。年平均降水量523.4毫米。年平均相对湿度68％，最小相对湿度3%。年平均无霜期147天。年平均日照时数2359.3小时。年平均风速3.3米/秒，最多风向为西北风。年平均蒸发量为1278.8毫米。年平均雷暴日数28.9天。
主要气象灾害有洪涝、干旱、冰雹、大风、暴雪、低温冷害、霜冻和雷暴等。

## 风景名胜
- 向阳湖旅游度假区
- 七星峰国家级森林公园
- 横岱山古城堡和古山寨

## 交通
- 201国道过境。
- G11鹤大高速 过境。
- 牡佳铁路

## 人物
- 陈俊生（1927年6月生，黑龙江桦南人，曾任国务委员兼国务院秘书长，第九届全国政协副主席）[8]
- 祁致中（抗日将领）